# 林登 (阿拉巴马州)
林登（英語：Linden）是美国阿拉巴马州下属的一座城市。面积约为3.58平方英里（约合9.27平方公里）。根据2010年美国人口普查，该市有人口2,123人，人口密度为593.18/平方英里（约合229.02/平方公里）。